# Kenny Lake (Alaska)
Kenny Lake ist ein Ort und ein census-designated place (CDP) in der Copper River Census Area in Alaska in den Vereinigten Staaten. Das U.S. Census Bureau hatte bei der Volkszählung 2020 eine Einwohnerzahl von 234 ermittelt.

## Geographie
Kenny Lake befindet sich am rechten, südwestlichen Flussufer des Copper River. Der etwa 375 m hoch gelegene Ort befindet sich etwa 50 km südsüdöstlich von Glennallen. Das CDP-Gebiet hat eine Längsausdehnung in NNW-SSO-Richtung von 36 km. Der Tonsina River durchquert das CDP-Gebiet in südöstlicher Richtung und mündet in den Copper River. Der Liberty Creek, ein kleineres Flüsschen, verläuft entlang der südöstlichen CDP-Grenze. In Kenny Lake gibt es den 19 ha großen See „Kenney Lake“. Der Copper River bildet die CDP-Grenze im Nordosten. Die Trans-Alaska-Pipeline verläuft auf einer Strecke von etwa 4 km entlang der westlichen CDP-Grenze. Der Richardson Highway (Alaska Route 4) durchquert den äußersten Westen des CDP-Gebietes unweit der Trans-Alaska-Pipeline. Der Edgerton Highway (Alaska Route 10) zweigt von diesem ab und führt durch Kenny Lake nach Chitina. Im 30 km entfernten Chitina gibt es den Flugplatz Chitina. Im Südosten von Kenny Lake am Edgerton Highway gelegen befindet sich der Rastplatz „Liberty Falls State Recreation Site“ mit einem kleineren Wasserfall.
Das Kenny Lake CDP grenzt im Norden an das Willow Creek CDP sowie im Südwesten an das Tonsina CDP. Etwa 4,5 km entfernt, also nicht direkt angrenzend, liegt südöstlich von Kenny Lake das Chitina CDP.

## Geschichte
Kenny Lake wird seit dem Zensus 1990 als ein census-designated place geführt.

## Demografie
Zum Zeitpunkt der Volkszählung im Jahre 2020 (U.S. Census 2020) hatte Kenny Lake 234 Einwohner auf einer Landfläche von 503,76 km². Von den Einwohnern waren 204 Weiße sowie 14 amerikanisch-indianischer Abstammung. Beim Zensus 2000 wurde eine Einwohnerzahl von 410 ermittelt, beim Zensus 2010 war die Zahl 355. Somit war die Bevölkerungsentwicklung der letzten Jahre rückläufig.